# Al-Huri
Al-Huri – wieś w Syrii, w muhafazie Dajr az-Zaur. W 2004 roku liczyła 6124 mieszkańców.